# サテリコン (映画)
『サテリコン』（イタリア語: Fellini Satyricon）は、1969年のイタリア・フランス合作映画。ペトロニウスの著した紀元1世紀ごろの文学『サテュリコン』を、フェデリコ・フェリーニが映画化した作品である。

## 概要
本作は皇帝ネロ統治時代の古代ローマを舞台としている。
第43回アカデミー賞で監督賞に、第27回ゴールデングローブ賞で外国語映画賞にそれぞれノミネートされた。第30回ヴェネツィア国際映画祭では最優秀イタリア映画賞を受賞している。
日本ではユナイト映画（ユナイテッド・アーティスツ）日本支社が輸入し、1970年9月19日、同社の配給によって公開された。
本作のメイキングは、ギデオン・バックマンの監督によってイタリア・アメリカ・スウェーデン合作のドキュメンタリー映画『フェリーニ サテリコン日誌』としてまとめられ、1971年にアメリカなどで公開されている。

## あらすじ
美青年の学生エンコルピオ（マーティン・ポッター）は、愛する少年奴隷ジトーネ（マックス・ボーン）を親友のアシルト（ハイラム・ケラー）に奪われる。エンコルピオは芝居小屋に売られていたジトーネを必死の思いで奪還するも、自分のもとに留まるかアシルトのもとへ行くかをジトーネに選ばせたところ、アシルトのもとへ行くことを選択されてしまう。
愛する者に去られたエンコルピオが嗚咽していると、エンコルピオの泊まっていた宿が地震によって崩落する。行くあてを失ったエンコルピオは、たまたま訪れた美術展で詩人のエウモルポ（サルヴォ・ランドーネ）から声を掛けられ、エウモルポの知人だという成金の解放奴隷トリマルチョーネ（マリオ・ロマニョーリ）が催す饗宴へと連れて行かれる。ところが、ある一言がきっかけでエウモルポはトリマルチョーネの怒りを買い、燃え盛る炎の中へあやうく放り込まれそうになる。
エウモルポとエンコルピオは何とかして饗宴の場から逃れるが、2人とも逃亡に疲れ果てて砂漠の上で眠ってしまう。翌朝、無防備に眠り込んでいたエンコルピオはリーカ（アラン・キュニー）を首領とする海賊団に捕らえられ、奴隷船に放り込まれる。もはやエウモルポはどこへ行ったか分からない。そしてエンコルピオは奇遇にも、奴隷船の中でアシルトとジトーネの姿を発見する。

## キャスト
| 役名             | 俳優                 | 日本語吹替                                                       |
| 役名             | 俳優                 | TBS版                                                            |
| ---------------- | -------------------- | ---------------------------------------------------------------- |
| エンコルピオ     | マーティン・ポッター | 樋浦勉                                                           |
| アシルト         | ハイラム・ケラー     | 津嘉山正種                                                       |
| エモルポ         | サルヴォ・ランドーネ | 大久保正信                                                       |
| フォルトゥーナ   | マガリ・ノエル       | 有馬瑞子                                                         |
| トリマルチョーネ | マリオ・ロマニョーリ | 藤本譲                                                           |
| リーカス将軍     | アラン・キュニー     | 緑川稔                                                           |
| ヴェルナッキオ   | ファンフッラ         | 神山卓三                                                         |
| ジトーネ         | マックス・ボーン     |                                                                  |
| トリフェーナ     | キャプシーヌ         |                                                                  |
| 未亡人           | ルチア・ボゼー       |                                                                  |
| 神の子を盗む男   | ゴードン・ミッチェル |                                                                  |
| 不明 その他      |                      | 麻上洋子 野本礼三 国坂伸 鈴木れい子 藤城裕士 広瀬正志 竹口安芸子 |
|                  |                      |                                                                  |
| 演出             | 演出                 | 福永莞爾                                                         |
| 翻訳             | 翻訳                 | 岩佐幸子                                                         |
| 効果             |                      |                                                                  |
| 調整             |                      |                                                                  |
| 制作             | 制作                 | 東北新社                                                         |
| 解説             |                      |                                                                  |
| 初回放送         | 初回放送             | 1978年11月4日 『土曜ロードショー』※Blu-ray収録(約76分)           |

## スタッフ
- 監督：フェデリコ・フェリーニ
- 製作：アルベルト・グリマルディ（イタリア語版）
- 脚本：フェデリコ・フェリーニ、ベルナルディーノ・ザッポーニ（イタリア語版）、ブルネッロ・ロンディ（イタリア語版）
- 撮影：ジュゼッペ・ロトゥンノ
- 編集：ルッジェロ・マストロヤンニ（イタリア語版）
- 音楽：ニーノ・ロータ

## 関連事項
- 1970年の日本公開映画

## 註
1. 1 2  サテリコン、キネマ旬報映画データベース、2010年8月20日閲覧。
2. ↑  Ciao, Federico! - IMDb（英語）, 2010年8月20日閲覧。